# Kinnaird Castle (Angus)

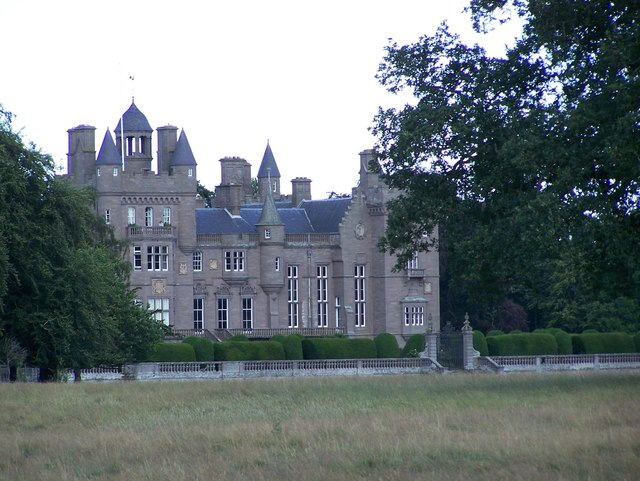
Kinnaird Castle von Westen

Kinnaird Castle ist ein Landhaus in der schottischen Council Area Angus. Das Anwesen aus dem 15. Jahrhundert war über 600 Jahre lang der Sitz der Familie Carnegie, Earls of Southesk.

## Geschichte
Im 14. Jahrhundert zeigen Chartas, dass es ein Herrenhaus auf dem Anwesen gegeben hat. Eine Burg (Tower House) an dieser Stelle wurde 1409 erwähnt, als das Anwesen dem Clan Carnegie übertragen wurde. Nach der Schlacht von Brechin am 18. Mai 1452 ließ Alexander Lindsay, 4. Earl of Crawford, die Burg niederbrennen, weil der Clan Carnegie König Jakob II. unterstützt hatte.
Die Burg wurde wieder aufgebaut. 1617 weilte König Jakob VI. auf Kinnaird Castle. Die Könige Karl I. von England und Karl II. von England besuchten die Burg ebenfalls. James Graham, 1. Marquess of Montrose, verbrachte ab 1629 drei Jahre auf Kinnaird Castle. Im Winter 1715 verbrachte James Francis Edward Stuart, der „Old Pretender“ einige Zeit auf der Burg. Als Strafe für die Unterstützung des Jakobitenaufstandes im selben Jahr wurde das Anwesen von der Krone konfisziert.
Im Jahre 1791 baute der Architekt James Playfair die Burg in ein großes Landhaus um. 1855 wurde das Anwesen an den Clan Carnegie zurückgegeben und dieser ließ das Haus durch den Architekten David Bryce im französischen Stil der viktorianischen Zeit umbauen.
1921 brannte das Haus bis auf die Grundmauern ab und wurde wieder aufgebaut.
Derzeit bewohnt David Carnegie, 4. Duke of Fife das Landhaus.

## Beschreibung
Das dreistöckige Landhaus hat einen quadratischen Grundriss und einen nach hinten offenen Hof. Dort befinden sich die Stallungen.
Die Westfassade besitzt einen Turm mit Tourellen in der Mitte und zwei Flankierungstürme mit quadratischem Grundriss. An der Nordfassade gibt es eine Vorhalle mit Säulen. Im Südflügel sind noch die Reste des Tower House aus dem 15. Jahrhundert auszumachen.
Historic Scotland hat Kinnaird Castle als historisches Bauwerk der Kategorie B gelistet.